# Louis Liotard
Pour les articles homonymes, voir Liotard.
Louis Victor Liotard (né le 9 avril 1904 à Paris 14e et mort le 10 septembre 1940 au nord de Luho, Sichuan, Chine) est un explorateur français.

## Biographie
Louis Liotard est le fils de Victor Liotard, explorateur de l'Oubangui et gouverneur colonial. Il est l'oncle de Roger Cayrel, astronome.
Il a effectué, en compagnie de son ami écrivain André Guibaut, deux missions d'exploration au Kham, l'une des trois provinces traditionnelles du Tibet. Lors de la première exploration, en 1936-1937, ils furent les premiers à remonter la Salouen, aux confins du Yunnan occidental, jusqu'à la frontière tibétaine.
Le 15 juin 1937, une quinzaine d'hommes et de femmes, dont Louis Liotard, décident de fonder le "club des explorateurs". La société des explorateurs français (SEF)  née.
Lors de la seconde expédition, en 1939-1940, une mission de renseignement de la Seconde Guerre mondiale, ils partirent de Kangding, actuel chef-lieu de la préfecture autonome tibétaine de Garzê dans l'ouest du Sichuan et se dirigèrent vers le pays Ngolo au nord. C'est là que Louis Liotard trouva la mort, assassiné par des brigands le 10 septembre 1940,.
Selon Thoupten Phuntshog, l'identité des bandits, chinois, Sétas ou Ngolo, ne fut jamais élucidée. André Guibaut eut la vie sauve grâce au supérieur d'un monastère de lamas de l'est du Tibet.

## Prix Liotard

### Groupe Liotard
En hommage à Louis Liotard, le « groupe Liotard » est créé au Musée de l'Homme. Il intégrera quelques années plus tard la société des explorateurs français. Ce groupe de jeunes turbulents dont firent partie Jacques Soubrier, Noël Ballif, Joseph Grelier, Guy de Beauchêne, Jean Raspail et Georges Lebrec, représente la nouvelle génération. À cette époque, le pouvoir politique soutient fortement l'exploration : le président de la République Vincent Auriol deviendra le président d'honneur du groupe Liotard. Un prix est créé en 1948 pour récompenser les plus grands explorateurs français de l'époque. Baptisé « Prix Liotard », il est toujours remis par le président de la République française.

### Lauréat
Les lauréats du prix Liotard sont :
- 2024 : Thomas Pesquet, ingénieur aéronautique, pilote de ligne et astronaute, qui a montré par son parcours que l'exploration spatiale est humainement possible[8].

- 2004 : Luc-Henri Fage pour ses découvertes de peintures rupestres à Bornéo.
- 1998 : Patrice Franceschi, pour ses trois expéditions en Nouvelle-Guinée et l'approche d'une tribu non répertoriée.
- 1990 : Jean-Louis Etienne, qui a accompli la première traversée à skis Est-Ouest du continent antarctique avec une équipe internationale, notamment dans le but de sensibiliser l'opinion au devenir de ce continent.
- 1988 : Patrick Baudry et Jean-Loup Chrétien, qui ont été les deux premiers Français dans l'espace, le premier avec une mission américaine en 1985 et le second avec des missions soviétiques en 1982 et 1988.
- 1975 : Katia et Maurice Krafft et Roland Haas, qui ont effectué, dans le cadre de l'équipe « Vulcain », des travaux sur les principaux volcans d'Europe, du Zaïre et d'Indonésie, spécialement sur l'étude des gaz, des eaux thermales, des roches et des températures.
- 1963 : Gisèle Hyvert, qui a effectué deux missions au Cambodge en 1961 et 1963, chargée d'étudier les dégradations des monuments khmers et de faire l'expérience des traitements de protection des pierres. Elle a également réalisé des enquêtes ethnographiques au Cambodge.
- 1962 : Corneille Jest, qui a passé quatorze mois au Népal à 4 600 m d'altitude dans un village de culture et langue tibétaine d'où il a rapporté de très nombreuses photographies, documents ethnobotaniques, insectes et fossiles, et enregistrements sonores.
- 1960 : Michel Brézillon, Jean Lesage, André Vila, Jacques Violet, tous les quatre membres des missions Henri Lhote de préhistoire au Sahara (relevés de gravures et peintures rupestres).
- 1957 : Claude Collin Delavaud, qui a effectué avec deux compagnons une importante mission de géographie humaine en Afghanistan.
- 1955 : Lucien Demesse, qui, avec Goudeau et Huchin, a organisé une mission chez les Pygmées Babinga du Moyen-Congo.
- 1951 : Guy de Beauchêne, effectue une méharée de plus de 300 kilomètres dans le Sahara occidental, où il a effectué de fructueuses recherches de préhistoire et d'archéologie, notamment sur les traces de la dernière période pluviale du Sahara.
- 1950 : José Emperaire passe vingt-deux mois dans les archipels de Magellan, parmi les amérindiens Alakalufs.
- 1948 : Jean Rouch, Pierre Ponty et Jean Sauvy pour leur descente du fleuve Niger.